# Alusomyia turana
Alusomyia turana är en tvåvingeart som beskrevs av Boris Borisovitsch Rohdendorf 1975. Alusomyia turana ingår i släktet Alusomyia och familjen köttflugor.
Artens utbredningsområde är Turkmenistan. Inga underarter finns listade i Catalogue of Life.